# 阿克布
36°28′N 4°32′E / 36.467°N 4.533°E

阿克布（阿拉伯语：‎），是阿爾及利亞的城鎮，位於該國北部，由貝賈亞省負責管轄，是阿克布區的首府，面積52平方公里，2008年人口52,282人，人口密度每平方公里1,002人。

## 友好城市
- 法國 巴尼奥莱